# KH.50
KH.50 – czechosłowacki kołowo-gąsienicowy czołg lekki z okresu międzywojennego.

## Historia
W 1923 roku Czechosłowacja zakupiła plany kołowo-gąsienicowego czołgu lekkiego od niemieckiego inż. J. Vollmera, konstruktora niemieckich czołgów z okresu I wojny światowej. Do budowy prototypu tego czołgu przystąpiły zakłady Škoda przy współpracy z zakładami Breitfeld-Daněk.
W 1929 roku czołg oglądali polscy konstruktorzy z nadzieją, że nowy czołg będzie: szybki, zwrotny, zdolny do jazdy w terenie i po drogach, jednak nie wzbudził zainteresowania u nich i pojazd ostatecznie nigdy nie trafił do służby w Polsce
Liczba zbudowanych pojazdów nie jest znana, wiadomo jednak, że Armia Czechosłowacka posiadała 2 prototypy, które oznaczono jako KH.50 (KH to skrót od czeskiego słowa Kolohousenka – kołowo-gąsienicowy) i w 1925 roku przekazano je do testów. Próby trwały do 1930 roku, a następnie przekazano je do normalnej eksploatacji w jednostkach pancernych. Ostatecznie z uwagi na ich przestarzałą formę i słabe osiągi wojsko czechosłowackie wycofało je z uzbrojenia w 1935 roku. Według niektórych źródeł pojazdy te sprzedano do Włoch i ZSRR, a po zajęciu Czechosłowacji przez Niemcy trafiły do armii niemieckiej, z czego jeden pojazd pozostał w kraju w formie pomnika.